# Argyresthia mirabiella
Argyresthia mirabiella is een vlinder uit de familie van de pedaalmotten (Argyresthiidae). De wetenschappelijke naam van de soort werd in 1948 gepubliceerd door Toll.